# Distrito de Thiers
El distrito de Thiers es un distrito (en francés arrondissement) de Francia, que se localiza en el departamento de Puy-de-Dôme, de la región de Auvernia (en francés Auvergne). Cuenta con 6 cantones y 43 comunas.

## División territorial

### Cantones
Los cantones del distrito de Thiers son:
1. Cantón de Châteldon
2. Cantón de Courpière
3. Cantón de Lezoux
4. Cantón de Maringues
5. Cantón de Saint-Rémy-sur-Durolle
6. Cantón de Thiers

### Comunas
| 1. Arconsat (63008)                | 2. Aubusson-d'Auvergne (63015)       | 3. Augerolles (63016)        | 4. Bulhon (63058)              |
| 5. Celles-sur-Durolle (63066)      | 6. Chabreloche (63072)               | 7. Charnat (63095)           | 8. Châteldon (63102)           |
| 9. Courpière (63125)               | 10. Crevant-Laveine (63128)          | 11. Culhat (63131)           | 12. Dorat (63138)              |
| 13. Escoutoux (63151)              | 14. Joze (63180)                     | 15. Lachaux (63184)          | 16. Lempty (63194)             |
| 17. Lezoux (63195)                 | 18. Limons (63196)                   | 19. Luzillat (63201)         | 20. Maringues (63210)          |
| 21. La Monnerie-le-Montel (63231)  | 22. Noalhat (63253)                  | 23. Néronde-sur-Dore (63249) | 24. Olmet (63260)              |
| 25. Orléat (63265)                 | 26. Palladuc (63267)                 | 27. Paslières (63271)        | 28. Peschadoires (63276)       |
| 29. Puy-Guillaume (63291)          | 30. La Renaudie (63298)              | 31. Ris (63301)              | 32. Saint-Jean-d'Heurs (63364) |
| 33. Saint-Rémy-sur-Durolle (63393) | 34. Saint-Victor-Montvianeix (63402) | 35. Sainte-Agathe (63310)    | 36. Sauviat (63414)            |
| 37. Sermentizon (63418)            | 38. Seychalles (63420)               | 39. Thiers (63430)           | 40. Vinzelles (63461)          |
| 41. Viscomtat (63463)              | 42. Vollore-Montagne (63468)         | 43. Vollore-Ville (63469)    |                                |